# Augne
Augne ist eine Gemeinde am Nordwestrand des Zentralmassivs in Frankreich. Sie gehört zur Region Nouvelle-Aquitaine, zum Département Haute-Vienne, zum Arrondissement Limoges und zum Kanton Eymoutiers. Sie grenzt im Norden an Saint-Julien-le-Petit, im Nordosten an Peyrat-le-Château, im Osten an Saint-Amand-le-Petit, im Süden an Eymoutiers und im Westen an Bujaleuf.

## Bevölkerungsentwicklung
| Jahr      | 1962 | 1968 | 1975 | 1982 | 1990 | 1999 | 2008 | 2013 |
| --------- | ---- | ---- | ---- | ---- | ---- | ---- | ---- | ---- |
| Einwohner | 298  | 249  | 202  | 166  | 132  | 123  | 107  | 111  |

## Sehenswürdigkeiten
- Kirche St-Pierre mit Fenster Anbetung der Könige (15. Jahrhundert)
- Kapelle Farsac aus dem Jahr 1857
- Schloss aus dem 14. Jahrhundert im Ortsteil La Rivière

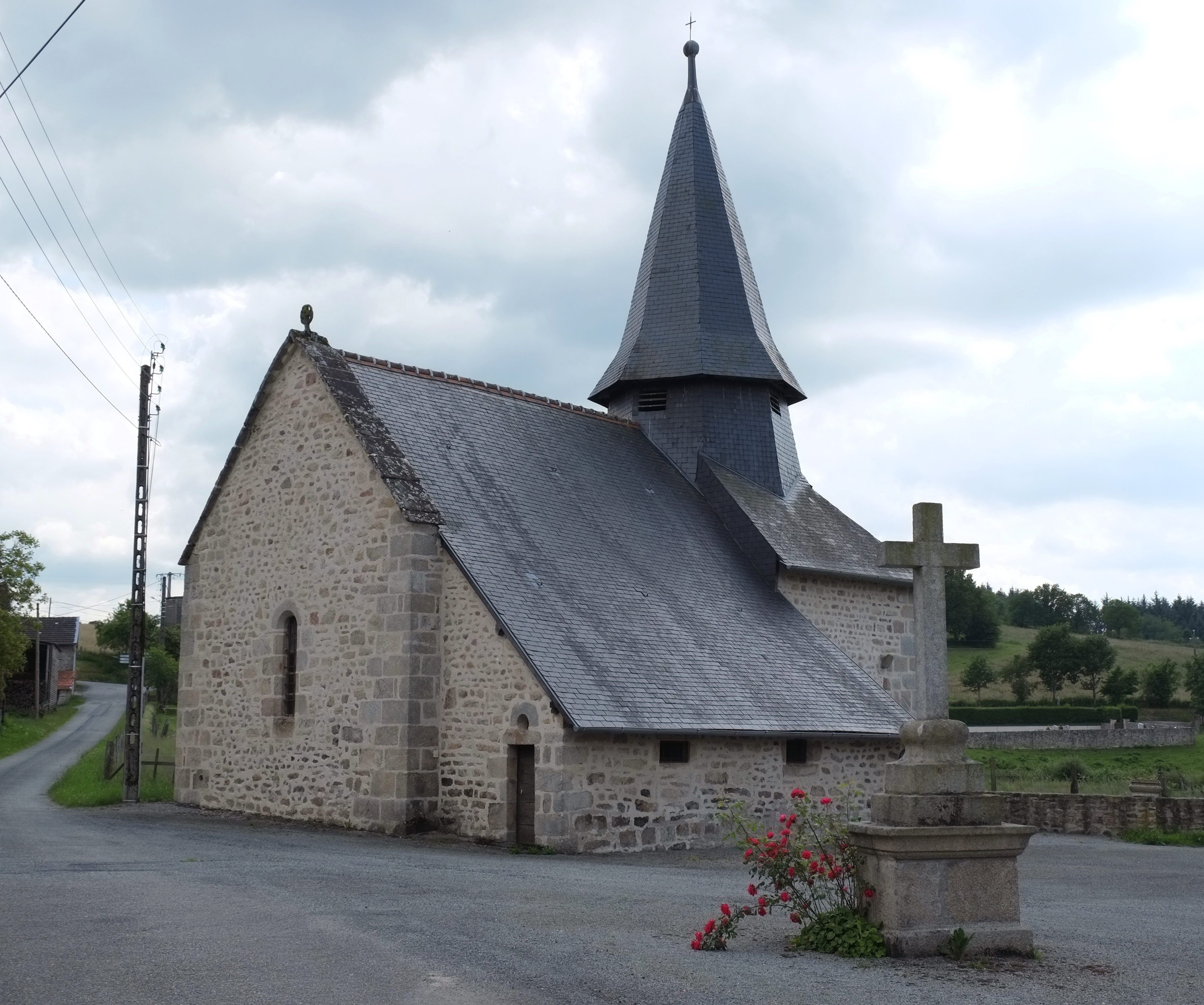
Kirche Saint-Pierre